# Travancore-Cochín
Travancore-Cochín o Thiru-Kochi (en malabar:? തിരു-കൊച്ചി, tiru-kocci) fue un antiguo estado de la India existente entre 1949 y 1956 con la ciudad de Trivandrum como su capital. Originalmente fue llamado Estado Unido de Travancore y Cochín siendo creado el 1 de julio de 1949 por la fusión de los estados principescos de Travancore y Cochín. Su nombre se cambió a Estado de Travancore-Cochín en enero de 1950.

## Historia
Parur T. K. Narayana Pillai, el primer ministro de Travancore, se convirtió en el primer ministro de Travancore-Cochín. Las primeras elecciones se llevaron a cabo en 1951 y Anaparambil Joseph John del Partido del Congreso fue elegido como el nuevo primer ministro, gobernando hasta 1954.
El gobernante de Travancore fue designado como el gobernador (conocido como "Rajpramukh") de Travancore-Cochín. El maharajá de Cochín se ofreció a ser designado como Uparaja Pramukh, pero que no quería ningún título después de entregar el poder. El maharajá cortésmente dijo que el miembro de más edad de la familia real de Cochín debería llamarse Valiya Thampuran y renunció a los poderes reales incondicionalmente por el bien de las personas. Mientras Pattom A. Thanu Pillai fue el ministro principal del Partido Socialista Praja en 1954, el Congreso Tamil Nadu de Travancore lanzó una campaña para la fusión de las regiones tamiles del sur de Travancore con el área vecina del estado de Madrás. La agitación dio un giro violento y civiles y policías locales fueron asesinados en Marthandam y Puthukkada, alienando irreparablemente a toda la población de habla tamil de unirse a Travancore-Cochín.
Bajo el Acta de Reorganización de los Estados Indios de 1956, los cuatro taluks del sur de Travancore, a saber Thovalai, Agasteeswaram, Kalkulam y Vilavancode y una parte de la Chencotta Taluk se agregaron al estado de Madrás. El 1 de noviembre de 1956 Travancore-Cochín se unió con el distrito de Malabar del estado de Madrás para formar el nuevo estado de Kerala, con un gobernador, nombrado por el Presidente de la India, como el jefe del estado en lugar del Rajapramukh.